# Gubałówka
A Gubałówka egy hegy a lengyelországi Zakopanétól északnyugatra. Legmagasabb pontja 1123 méter. 
Az Északi-Tátraalja (lengyelül Pogórze Spisko-Gubałowskie), ezen belül a Gubałówkai-hegyalja (Pogórze Gubałowskie) része. A hegy tetején tévéadótorony áll.
A nagyjából 300 méterrel mélyebben elterülő síközpontból sikló jár a csúcsra, ahol a többi között nyári bobpálya, kalandpark várja a kirándulókat. A Gubałówkáról számos turistaösvény indul például Poroninba, Ząbba, és a Kościeliska-völgybe. A Gubałówkán sípálya is van, amelyen egészen Zakopanéig le lehet csúszni. A síelőket a siklón kívül három húzólift juttatja fel a csúcsra.

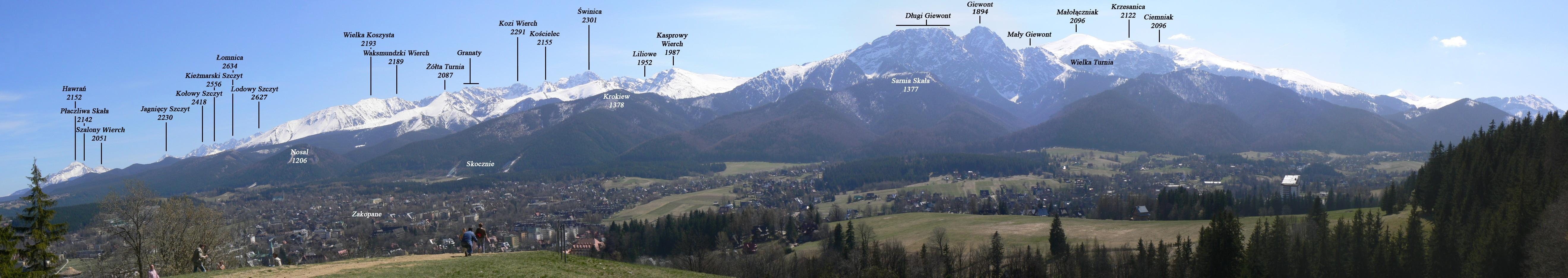
Panoráma a Gubałówkáról

## Galéria

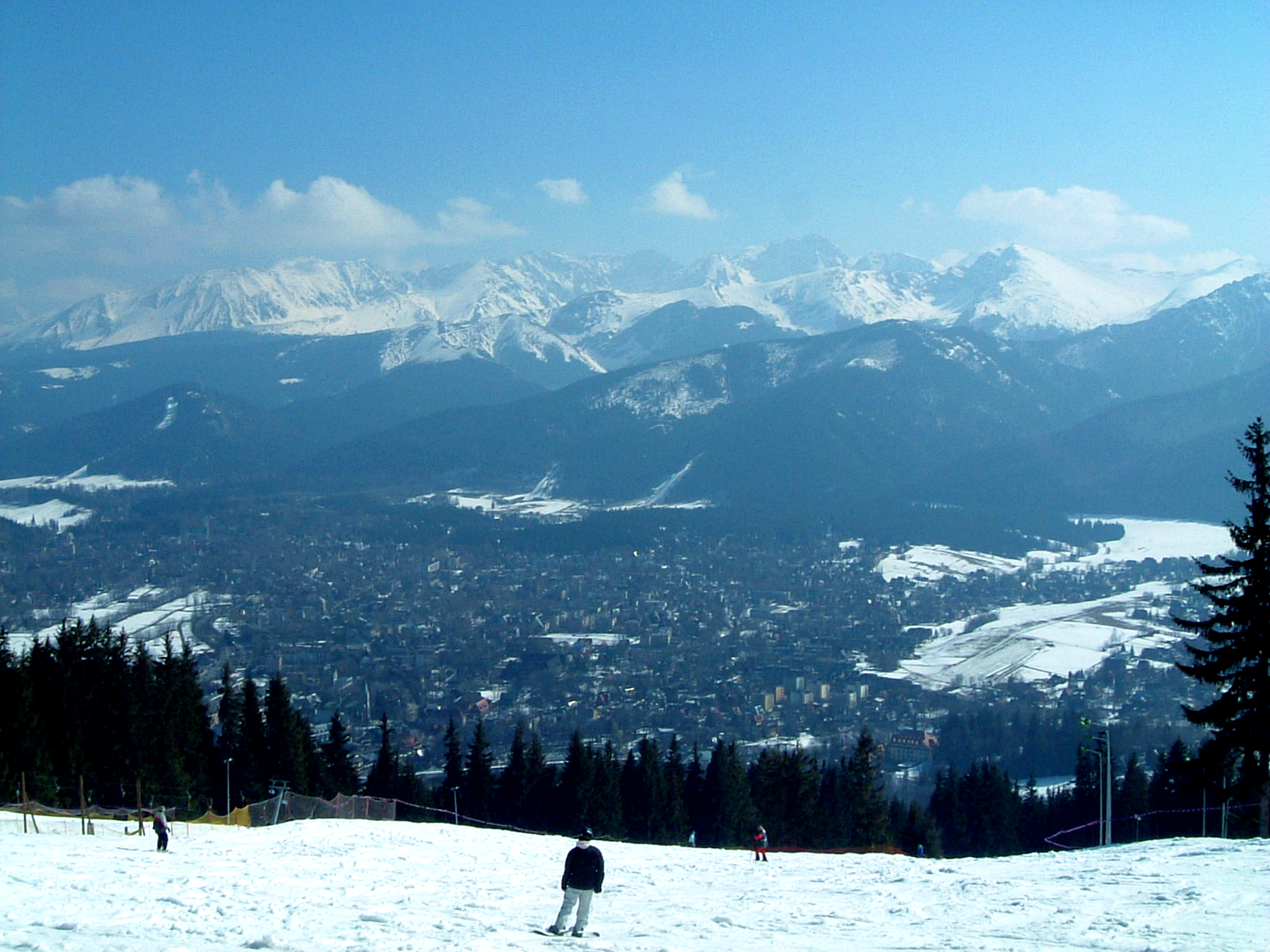
Síelők a hegyen
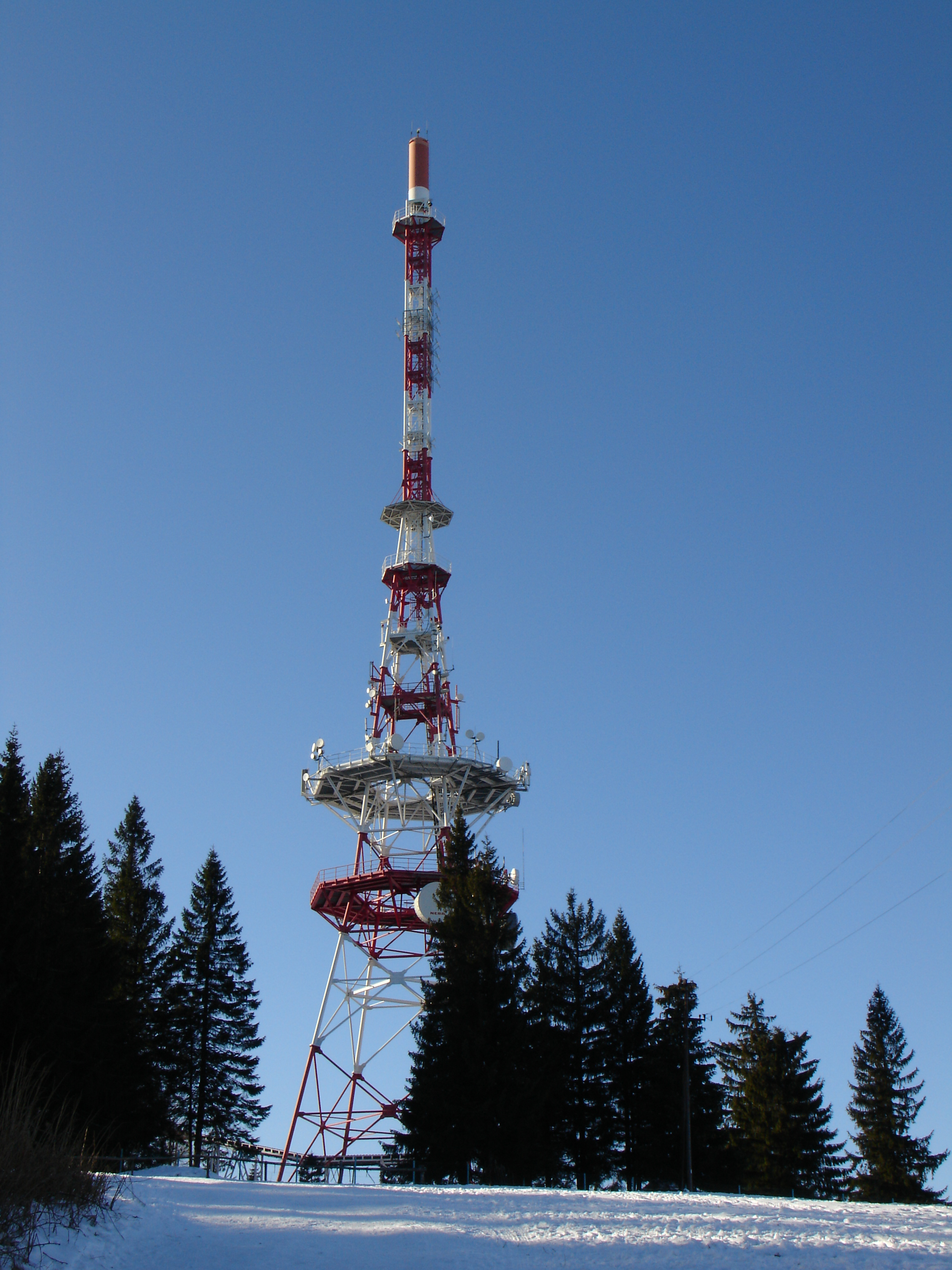
Adótorony a Gubalowkán
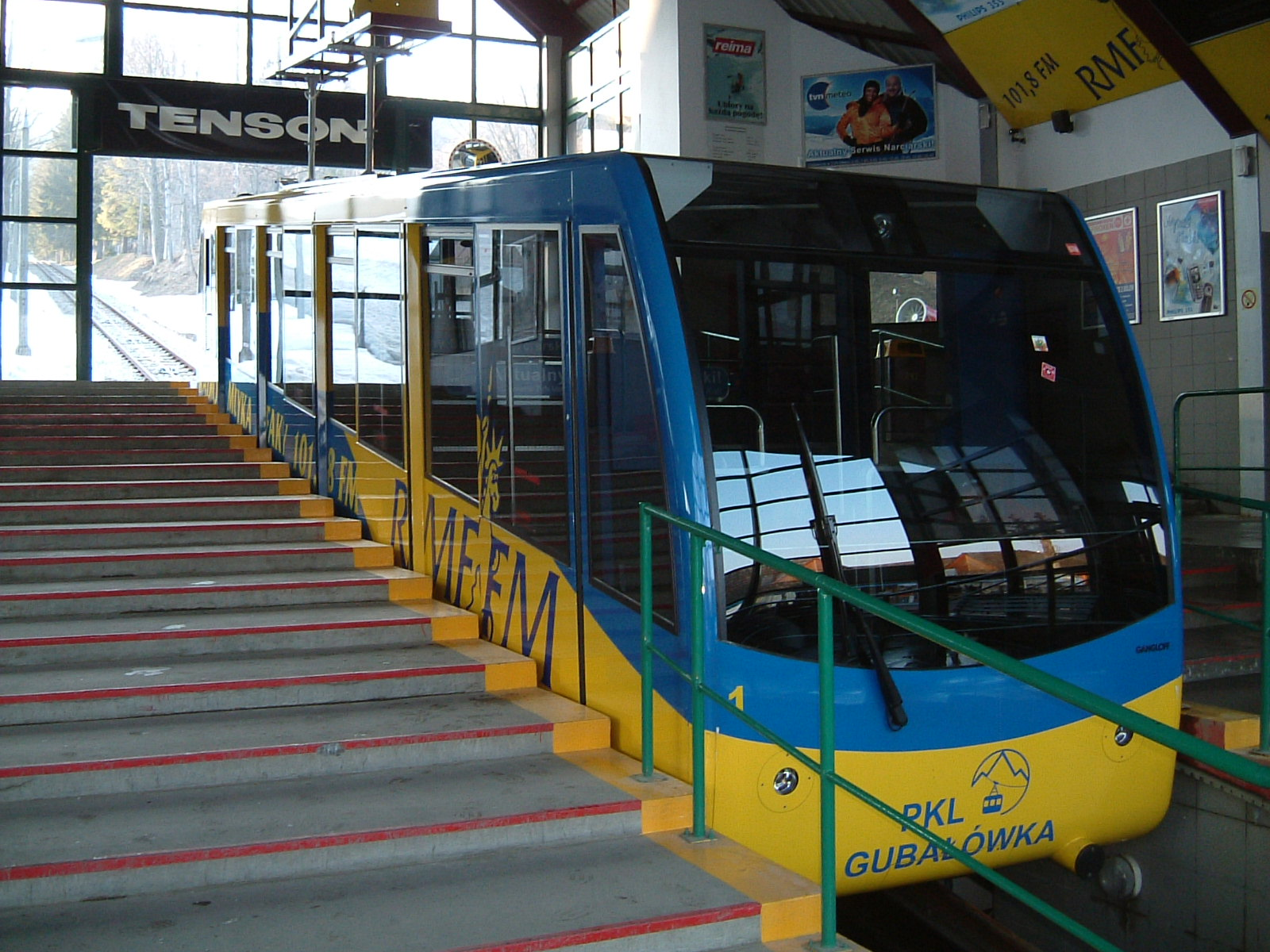
A sikló
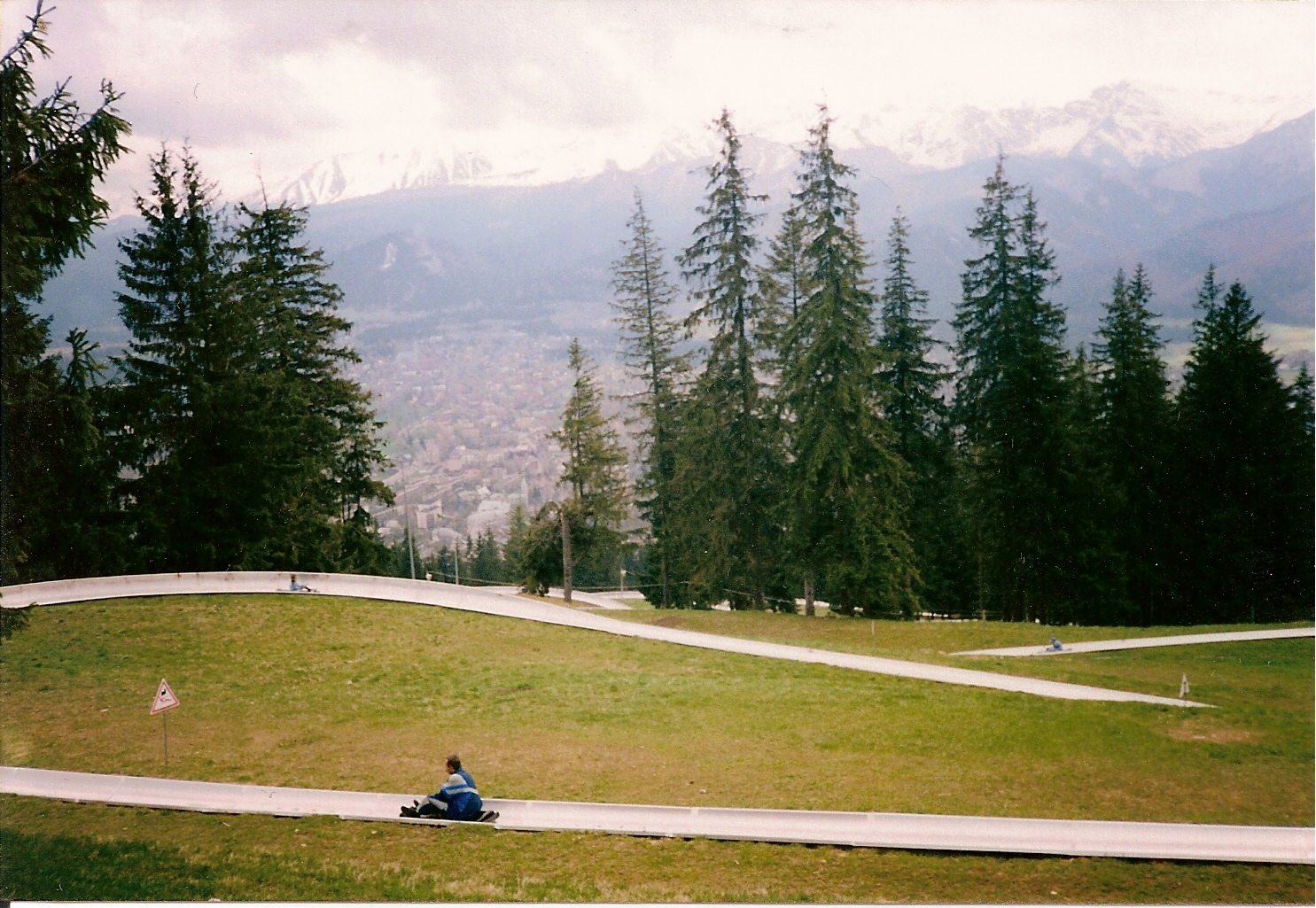
A bobpálya

## Külső hivatkozások
- Síelők.hu
- Politurizm